# Clastobryum epiphyllum
Clastobryum epiphyllum är en bladmossart som beskrevs av Benito C. Tan och Touw in B. C. Tan 1991. Clastobryum epiphyllum ingår i släktet Clastobryum och familjen Sematophyllaceae. Inga underarter finns listade i Catalogue of Life.